# 청운대학교
청운대학교(靑雲大學校, Chungwoon University)는 충청남도 홍성군과 인천광역시 미추홀구에 캠퍼스를 둔 대한민국의 사립 산업대학이다. 1995년 충남방적 회장 이종성이 설립한 충남산업대학교가 모태로, 1998년 7월 현재의 교명으로 변경하였다.
호원대학교와 함께 대한민국의 둘 뿐인 산업대학 중 하나로, 8개 단과대학과 2개의 전문대학원과 1개의 특수대학원으로 구성한다.

## 연혁
1994년 12월 3일, 학교법인 혜전학원과 이종성에 의하여 충남산업대학교가 설립되어 이듬해 3월 13일 개교하였다. 1998년 7월 1일, 청운대학교로 교명을 변경한다. 2013년 3월, 인천대학교 제물포캠퍼스 일부 부지를 매입하여 인천캠퍼스를 개교한 바 있다.
한편, 20212년 정부재정지원제한대학에 선정된 바 있고, 2018년 실시된 대학기본역량진단에서 역량강화대학으로 선정된 이력이 있다.

## 교육편제
청운대학교는 시민성, 인성, 창의·지성 등을 핵심역량으로 하는 청운인(靑雲人)을 인재상으로 설정하고 교육을 실시한다. 학부와 대학원 과정을 모두 편제하고, 8개 단과대학에 45개 학부(과), 대학원의 경우 전문대학원 2개원과 특수 1개원이 설립되어 있다.

### 학부
청운대학교의 학부 과정은 각 단과대학 아래 학부·과, 전공을 설치하여 학사 학위 수여를 목적으로 이뤄진다.
홍성캠퍼스에 공연영상예술대학, 호텔관광대학, 창의융합대학, 보건복지간호대학, 외국어대학 등 5개 대학을 정규 과정의 단과대학으로 편제하고 있다. 한편, 평생교육을 진흥하기 위한 사회서비스대학이 홍성캠퍼스에 편제되어 야간 학부 과정을 운영하고 있다.
인천캠퍼스에 경영대학, 공과대학 등 2개 대학을 정규 과정의 단과대학으로 편제한다. 다만, 산업체위탁교육과정의 일환으로 산업대학을 편제하여 운영 중에 있다.

### 대학원
대한민국 「고등교육법」 상, 산업대학은 연구 인력을 양성하는 일반대학원을 설치할 수 없다. 이에 따라 청운대학교는 특수대학원 1개원, 60개 학과에 대하여 석사 학위 과정을 제공하며 2개의 전문대학원에서 석사과정과 박사과정을 운영하고 있다.

## 캠퍼스 풍경
청운대학교는 충청남도와 인천광역시에 교사가 소재한 사립 산업대학으로, 홍성군과 미추홀구에 소재한다.  인천캠퍼스의 경우 2020년 9월 7일 착공에 들어간 신축관으로 청운관(Blue Cloud관)이 있으며 

### 홍성캠퍼스
청운대학교 홍성캠퍼스는 홍성읍에 위치하며, 약 38만m²의 교지가 있다. 캠퍼스는 동일 법인 산하 전문대학인 혜전대학교와 교사를 공유한다. 따라서 캠퍼스 북부의 남장로를 통해 접근이 가능하지만, 캠퍼스 남부의 대학길을 통해 혜전대학교를 통해서도 캠퍼스 내부에 접근할 수 있다. 대학길을 통해 충서로와 접속하여 한국폴리텍4대학 충남캠퍼스와 인접한다.

### 인천캠퍼스
청운대학교 인천캠퍼스는 도화동에 위치하며, 인천대학교 제물포캠퍼스의 부지 일부를 매입하여 조성했다. 따라서 인천대학교 제물포캠퍼스와 인접한다. 캠퍼스 북부와 동부, 남부 등이 숙골로와 경계를 이루고 있다. 숙골로를 통해 캠퍼스 남부 석정로로 진입할 수 있으며, 이를 통해 수도권 전철 1호선 제물포역에 접근할 수 있다.

## 같이 보기
- 혜전대학교